# John Turner (anarquista)
John Turner (1865–1934)

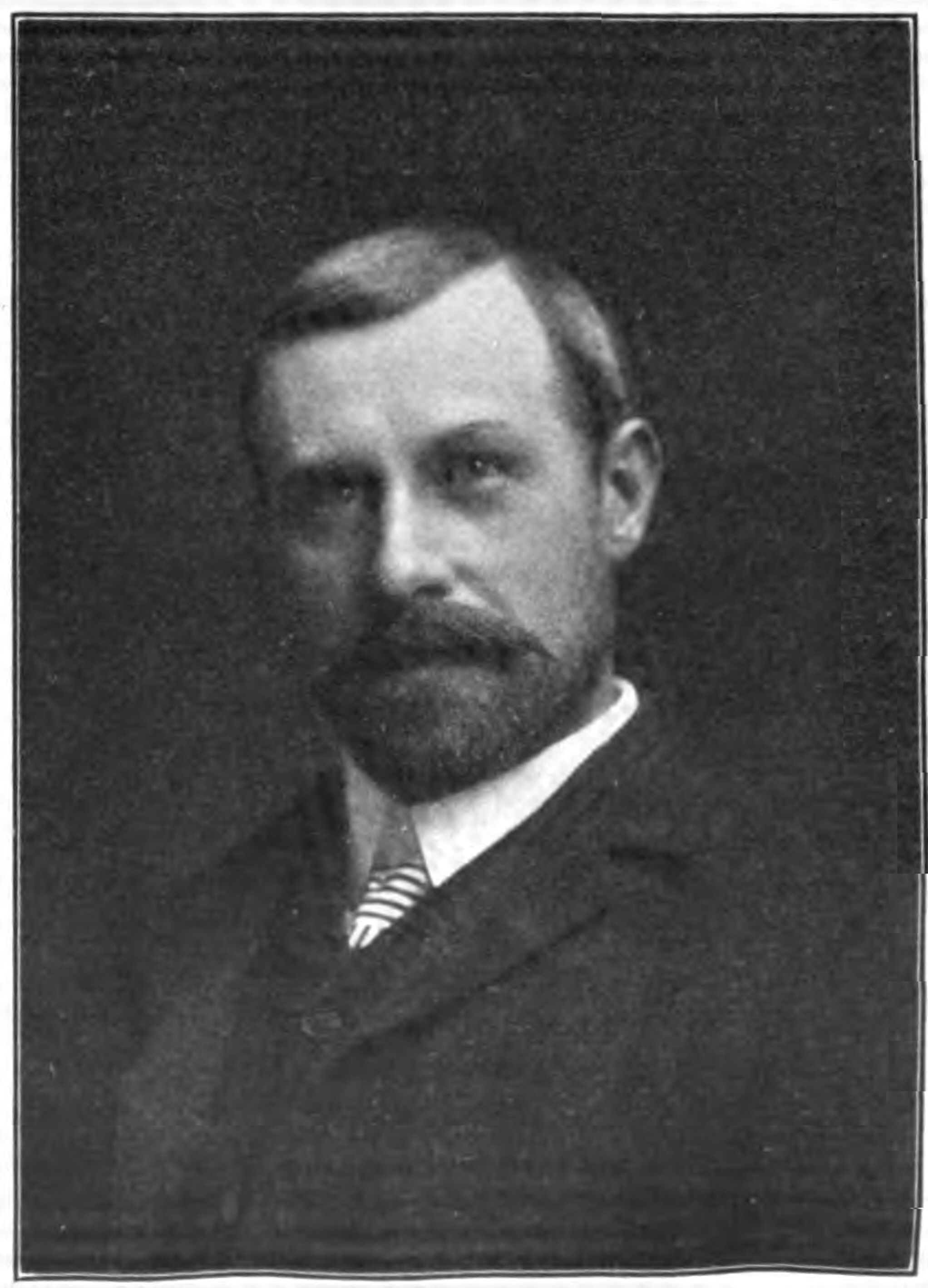
John Turner (1865–1934) foi um síndico anarco-comunista nascido na Inglaterra. Ele se referia a si mesmo como "de descendência semi-quaker".

foi um anarquista inglês, vendedor itinerante. Ele referia-se a si mesmo como um "semi-quacker".
Turner foi a primeira pessoa a ser deportada dos Estados Unidos por violação do primeiro Ato de Exclusão Anarquista em vigor desde 1903. Turner era um membro da Liga Socialista, mas abandonou esta organização para se tornar membro do Freedom Group, e posteriormente tornou-se secretário geral do Sindicato dos Assistentes de Vendas do qual era fundador.